# Kelet-anatóliai régió

A régió Törökország térképén

A Kelet-anatóliai régió (törökül: Doğu Anadolu) Törökország keleti régiója, ahol a Pontidák és a Torosz-hegység összefut. A legnagyobb területű régió, ahol a legnagyobb az átlagmagasság is. A telek kemények, hidegek, hóban gazdagok, nagyobb csapadékmennyiséggel, mint a Közép-anatóliai régióban. A terület hegyeinek magassága átlagosan 3000 méter. Az itteni hegyek többsége valószínűleg valaha aktív vulkán volt. Itt található Törökország legnagyobb tava, a Van-tó, 1546 méter magasan, és az ország legmagasabb csúcsa, az Ararát-hegy, 5137 méterrel. Itt ered az ország három fő folyója, az Araksz, mely a Kaszpi-tengerbe ömlik; az Eufrátesz, és a Tigris, mely az Eufráteszbe ömlik Irak területén. Több kisebb folyam is található, melyek többsége a Fekete-tengerbe torkollik. A régió erdőkben gazdag, főként tölgyesek és sünfenyvesek (Pinus echinata) találhatóak itt.
A kelet- és délkelet-anatóliai terület a hivatalosan nem elismert Kurdisztán része, a lakosok jelentős része is kurd származású. A kurdok erőfeszítései ellenére a török kormány nem hajlandó autonómiát adni a népcsoportnak, így Kurdisztán létezését sem ismeri el.

## Tájegységei
A régió négy tájegységre oszlik:
Felső-Eufrátesz
Erzurum–Kars tájegység
Felső-Murat–Van tájegység
Hakkari tájegység

## Tartományok

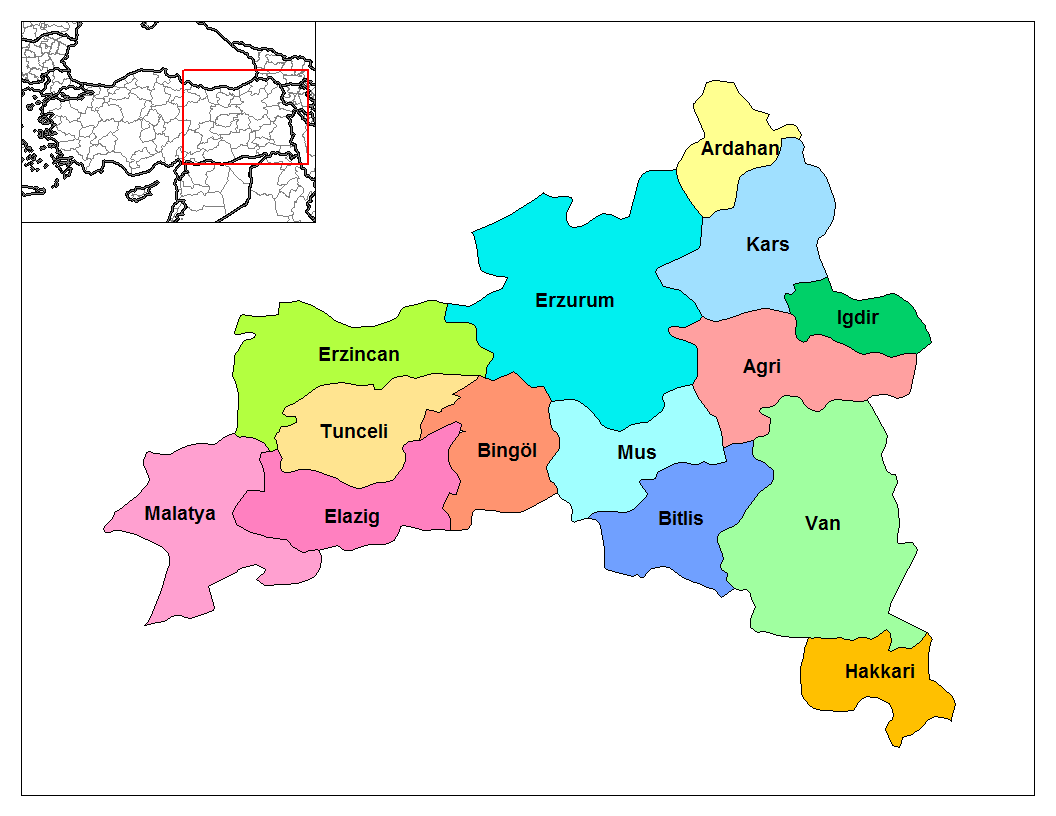
Kelet-anatólia tartományai

- Ağrı
- Ardahan
- Bingöl
- Bitlis
- Elazığ
- Erzincan
- Erzurum
- Hakkari
- Iğdır
- Kars
- Malatya
- Muş
- Tunceli
- Van